# Ampulex thoracica
Ampulex thoracica är en  stekelart som beskrevs av Frederick Smith 1856.
Ampulex thoracica ingår i släktet Ampulex och familjen Ampulicidae. Inga underarter finns listade i Catalogue of Life.